# 甘露 (漢)
甘露（かんろ）は、中国、前漢の宣帝劉詢の治世に行われた6番目の元号。
紀元前53年 - 紀元前50年。

## 出来事
- 3年：匈奴の呼韓邪単于が来朝。また、諸儒を集めて石渠閣会議（せっきょかくかいぎ）を開き五経の異同を校訂した。

## 西暦との対照表
| 甘露 | 元年   | 2年    | 3年    | 4年    |
| 西暦 | 前53年 | 前52年 | 前51年 | 前50年 |
| 干支 | 戊辰   | 己巳   | 庚午   | 辛未   |